# Illegal block in the back
Illegal block in the back, nieprzepisowe blokowanie z tyłu – przewinienie w futbolu amerykańskim powstające w sytuacji, gdy zawodnik ataku blokuje ustawionego przodem do piłki zawodnika obrony popychając go w plecy.
Blok ten ma najczęściej miejsce gdy zawodnik ataku, który w założeniach zagrywki ma wykonać blok na konkretnym obrońcy, jest spóźniony w akcji (nie wykonał bloku na czas) i próbuje się ratować nieudolnym blokiem w plecy.
Nie każde blokowanie w plecy to "block in the back" np. w sytuacji gdy liniowy ataku podczas akcji podaniowej toczy pojedynek z obrońcą – starającym się powalić rozgrywającego: obrońca próbując za wszelką cenę dostać się do rozgrywającego stara się obiegać, napierać, zbijać ręce czy nawet obracać w około własnej osi, staje plecami do piłki. Wówczas starający się go zablokować zawodnik ataku zmuszony jest do bloku w plecy – wtedy nie jest to faul.
Faul ten jest karany 10 jardami kary.